# Berto di Giovanni
Berto di Giovanni (di Marco) († um 1529) war ein umbrischer Maler.

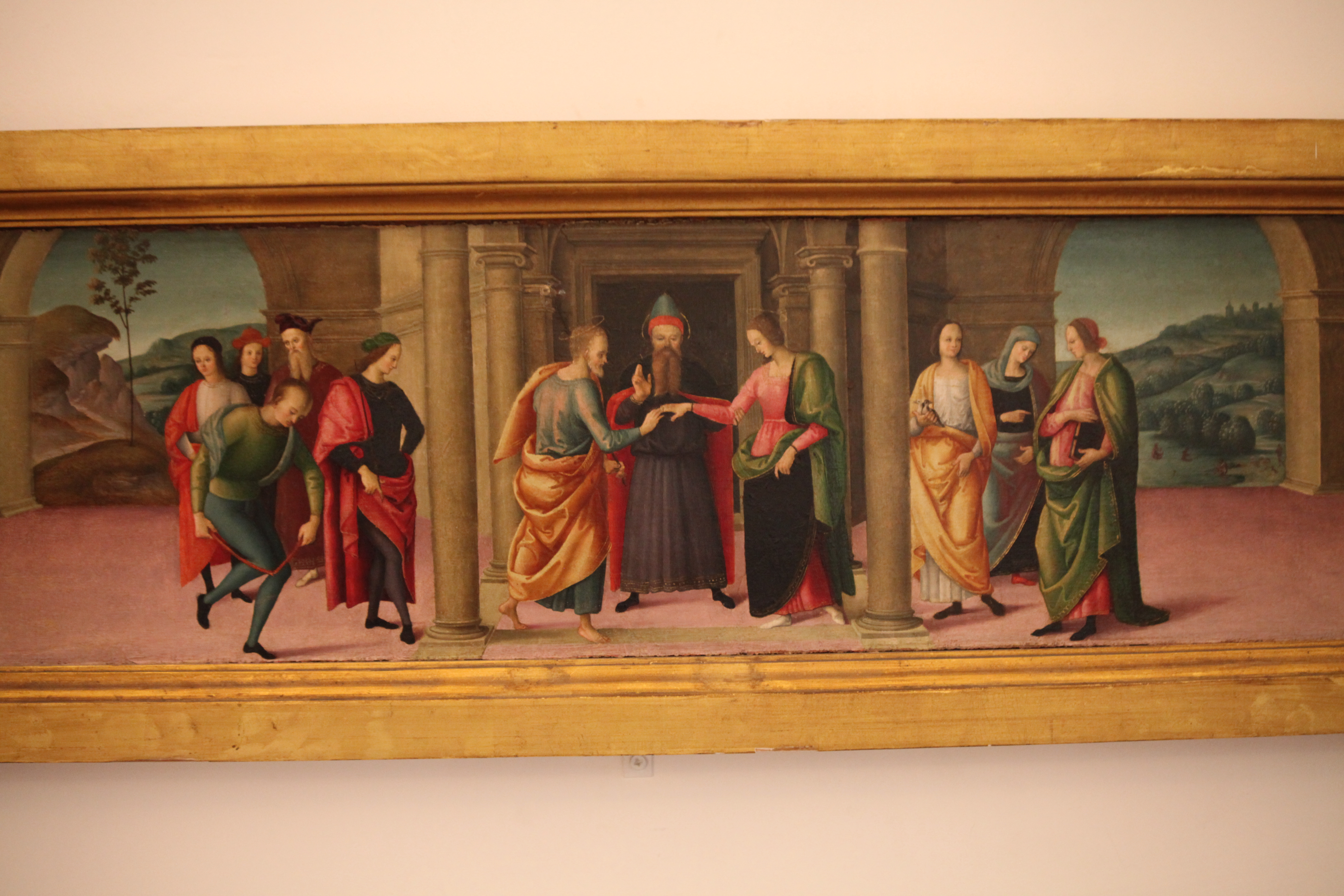
Vermählung der Jungfrau

Seine Herkunft sowie sein Geburts- und Todesdatum sind unbekannt.
Berto di Giovanni (di Marco) war ein Schüler Peruginos und war von 1497 bis 1525 in Perugia tätig. Er führte Arbeiten für die Magistrate aus und war Mitglied der dortigen Gilde.
Im Mai 1496 mietete er zusammen mit Sinibaldo Ibi, Eusebio da San Giorgio, Ludovico d’Angelo und Lattanzio di Giovanni eine Werkstatt an der Porta Eburnea.
Im Jahre 1499 wurde er zum Kämmerer der Malerei von Perugia gewählt.
Ab 1505 ist er als Mitarbeiter Raffaels im Zusammenhang mit einem von den Nonnen von Santa Maria di Monteluce in Auftrag gegebenen Altarbild dokumentiert, und es scheint, dass er ab diesem Zeitpunkt Raffaels Interessen in Perugia vertrat. 1516 malte er im Kloster eine Predella mit folgenden Themen aus dem Leben Christi: „Die Geburt“, „Die Darstellung“, „Die Hochzeit“ und „Der Tod der Jungfrau“. Sie sind Teil eines großen Werkes mit dem Titel „Die Krönung der Jungfrau Maria“, das ursprünglich an Raffael vergeben, dann aber, nach dem Tod Raffaels im Jahr 1520, von einem unbekannten Künstler fertiggestellt wurde.

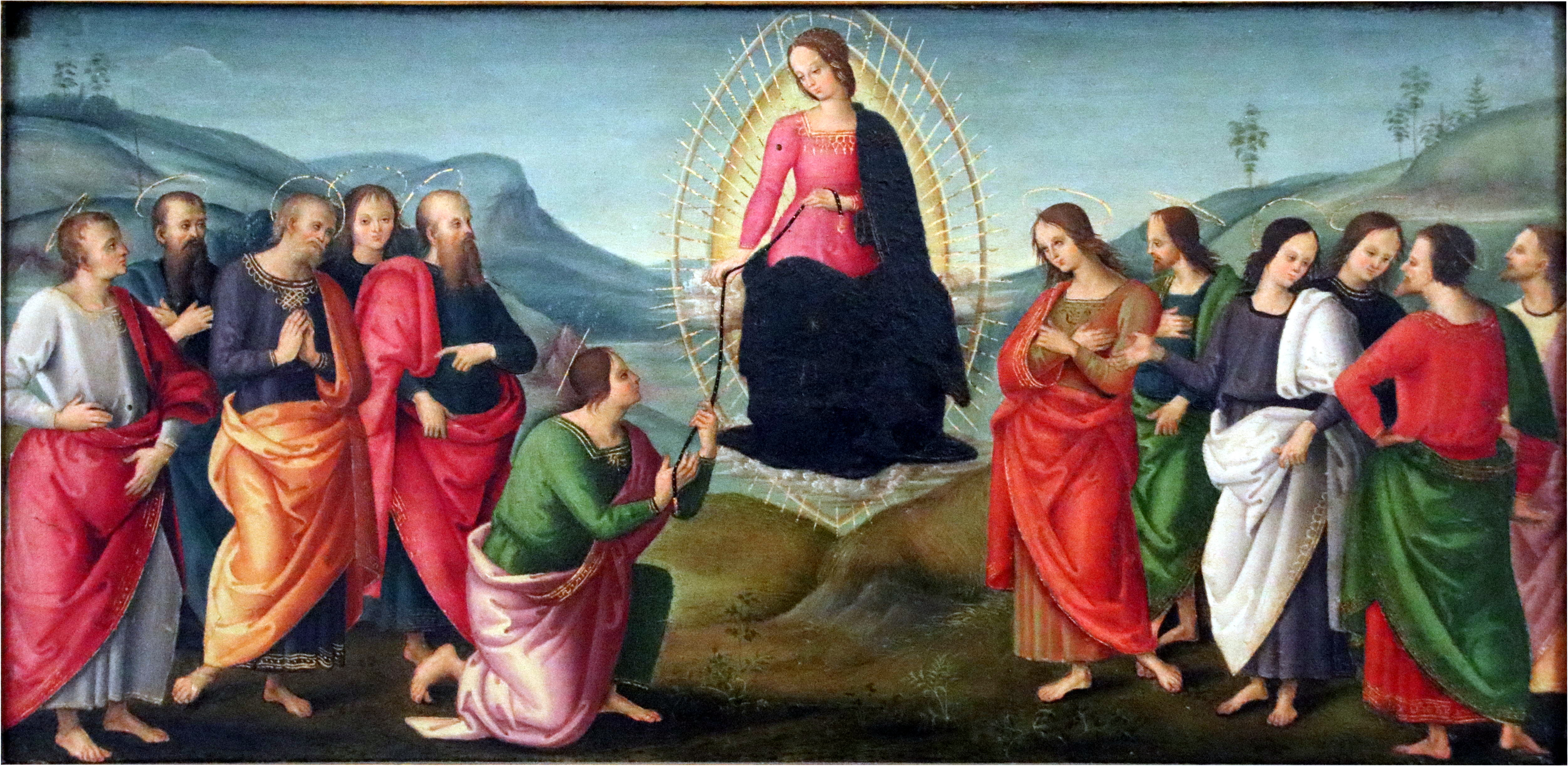
Mariä Himmelfahrt, die Jungfrau gibt dem Hl. Thomas ihren Gürtel

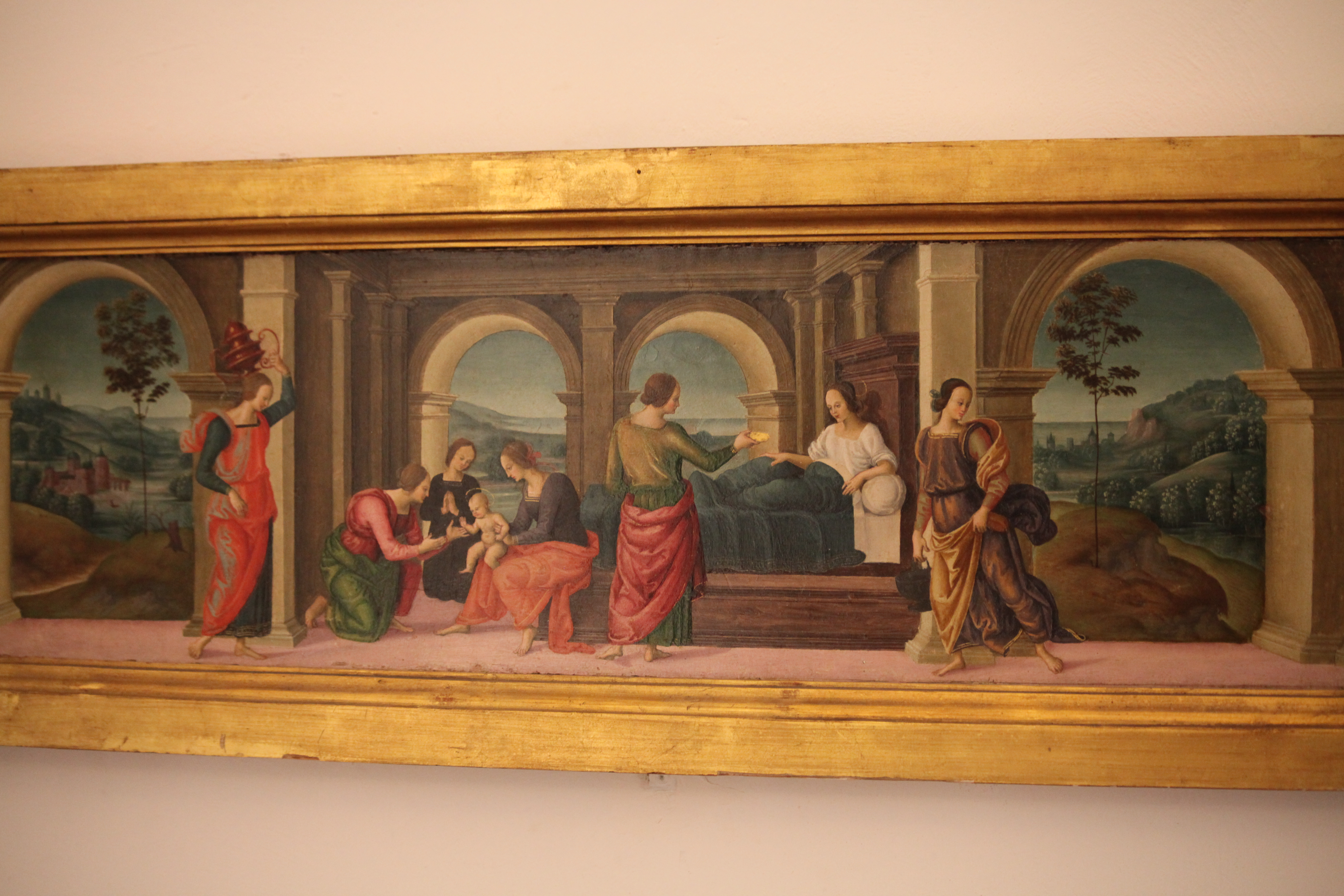
Geburt der Jungfrau Maria

1522 wurde er erneut Kämmerer, im gleichen Jahre malte er, mit Dom. Alfani, das Wappen Papst Hadrians VI., 1524 war er Prior und malte das Wappen Clemens VII. Sein Todesdatum muss vor dem 14. Oktober 1529 liegen.